# 北宮伯子
北宫伯子（?—?），中国汉朝宦官。北宫姓，北宫伯子在汉文帝宫中当值。北宫伯子因长相受到汉文帝的宠信，与宦官赵谈、士人邓通齐名。但他与赵谈的受宠不如邓通。

## 延伸阅读
[在维基数据编辑]
 《史記/卷125》，出自司馬遷《史記》